# Jihovýchodní Anglie
Jihovýchodní Anglie je jedním z 9 regionů, nejvyšších správních celků Anglie. Tento region byl vytvořen roku 1994. Zahrnuje hrabství Berkshire, Buckinghamshire, East Sussex, Hampshire, Isle of Wight, Kent, Oxfordshire, Surrey a West Sussex. Nejvyšším bodem regionu je Walbury Hill v Berkshire s výškou 297 m.

## Velká města
Mezi důležitá města tohoto regionu patří:
- konurbace Brighton/Worthing/Littlehampton – mj. Brighton, Hove, Worthing, Littlehampton – celkem 461 000 obyvatel
- Portsmouth - 442 000 obyvatel
- Reading - 370 000 obyvatel
- Southampton - 304 000 obyvatel

Počtem obyvatel, podle výsledků sčítání obyvatel z roku 2001, 8 000 550 je nejlidnatějším anglickým regionem.

## Doprava
Hlavními dopravními tepnami v regionu jsou dálnice M1, vedoucí přes Buckinghamshire; M40 procházející Buckinghamshire a Oxfordshire; M2 a M20 v Kentu; M23 ve West Sussexu a M3 procházející Hampshire. Spojnicí ve směru východ-západ jsou A27 a M27. Hlavním mezinárodním letištěm je Gatwick a regionální letiště Kent, Southampton a v Shorehamu. Železniční trať Great Western Main Line prochází Berkshire a Readingem. South Eastern Main Line a rychlostní linka Channel Tunnel Rail Link vedoucí podmořským kanálem Eurotunel na kontinent prochází Kentem. West Coast Main Line vede i do Milton Keynes. Přístavy v Doveru a Folkestone poskytují dopravu trajekty do Francie a Belgie.

## Správa
Regionální zastupitelstvo sídlí v Guildfordu. Region je rozdělen na následující oblasti:
| Ceremoniální hrabství | Hrabství Unitary authority               | Distrikty |
| --------------------- | ---------------------------------------- | --- |
| Berkshire             | West Berkshire (unitary authority)       | West Berkshire (unitary authority) |
| Berkshire             | Reading (unitary authority)              | |
| Berkshire             | Wokingham (unitary authority)            | |
| Berkshire             | Bracknell Forest (unitary authority)     | |
| Berkshire             | Windsor a Maidenhead (unitary authority) | |
| Berkshire             | Slough (unitary authority)               | |
| Buckinghamshire       | Buckinghamshire                          | South Bucks, Chiltern, c.) Wycombe, d.) Aylesbury Vale                                                                                 |
| Buckinghamshire       | Milton Keynes (unitary authority)        | |
| East Sussex           | East Sussex                              | Hastings, Rother, Wealden, Eastbourne, Lewes                                                                                           |
| East Sussex           | Brighton a Hove (unitary authority)      | |
| Hampshire             | Hampshire                                | Gosport, Fareham, Winchester, Havant, East Hampshire, Hart, Rushmoor, Basingstoke a Deane, Test Valley, Eastleigh, New Forest          |
| Hampshire             | Southampton (unitary authority)          | |
| Hampshire             | Portsmouth (unitary authority)           | |
| Isle of Wight         |                                          | |
| Kent                  | Kent                                     | Dartford, Gravesham, Sevenoaks, Tonbridge a Malling, Tunbridge Wells, Maidstone, Swale, Ashford, Shepway, Canterbury, Dover, Thanet    |
| Kent                  | Medway (unitary authority)               | |
| Oxfordshire           | Oxfordshire                              | Oxford, Cherwell, South Oxfordshire, Vale of White Horse, West Oxfordshire                                                             |
| Surrey                | Surrey                                   | Spelthorne, Runnymede, Surrey Heath, Woking, Elmbridge, Guildford, Waverley, Mole Valley, Epsom a Ewell, Reigate a Banstead, Tandridge |
| West Sussex           | West Sussex                              | Worthing, Arun, Chichester, Horsham, Crawley, Mid Sussex, Adur                                                                         |